# Tilantongo
Tilantongo és un jaciment arqueològic mixteca precolombí situat a Santiago Tilantongo, estat d'Oaxaca, Mèxic. Fou el principal centre polític de la Mixteca Alta durant el període postclàssic mesoamericà. L'ocupació de l'àrea al voltant del jaciment mostra indicis d'ocupació des del període preclàssic, com van demostrar les excavacions d'Alfonso Caso a Monte Negro.

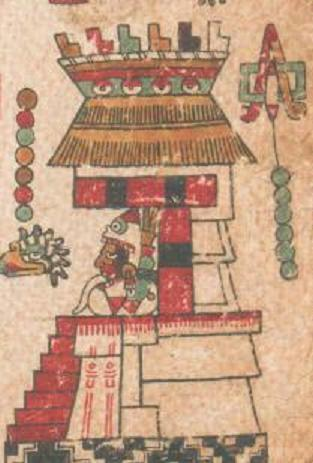
Tilantongo, Temple del Cel. En la franja inferior en blanc i negre de la imatge es llig Ñuutnoo, i el temple de damunt és el Huahi Andehui (Temple del Cel), com indiquen els ulls estel·lars de la teulada. Dins hi ha la imatge sagrada de 9 Vent Serp Emplomallada

Tilantongo sembla ser la traducció en nàhuatl del topònim originari mixteca. Significa 'Lloc Negre' (tlillan = 'negre'). En mixteca, aquest lloc era conegut com a Ñuutnoo-Huahi Andehui, que significa 'Lloc Negre-Temple del Cel'.

## Història
Els primers indicis d'ocupació humana a l'àrea de Tilantongo es remunten al període preclàssic tardà (segle VII ae a segle II) i corresponen al jaciment conegut com a Monte Negro, que fou explorat per Alfonso Caso en la dècada de 1930. En la dècada de 1960 l'equip de Caso va descobrir un conjunt de construccions en ruïnes al municipi de Santiago Tilantongo. D'acord amb les troballes, Caso determinà que Tilantongo era un poble tardà mixteca, contemporani de les fases IV i V de Monte Albán.
L'apogeu de Tilantongo es coneix pels còdexs mixteques precolombins salvats de la destrucció dels espanyols: són els còdexs Nuttall, Vindobonensis i el Còdex Colombino-Becker (origen del Colombino-Selden i del Becker I). Entre el segle xi i el XII s'associa a la biografia de Vuit Cérvol Urpa de Jaguar, nascut el 1063 del segon matrimoni del sacerdot del Temple del Cel, que era a Tilantongo. El 1072, el Senyor Dos Pluja (amb un any d'edat) fou reconegut com a governant de Tilantongo. Després de la seua mort al 1096, hi ha una sèrie de disputes pel poder a Tilantongo, perquè Dos Pluja no havia deixat successors. En la disputa participa Vuit Cérvol -que governava Tututepec- i els seus parents, i hi guanya el primer. Des de Tilantongo, Vuit Cérvol comença una sèrie de conquestes militars de la Mixteca Alta. Va vèncer els seus principals enemics, els governants del Lugar del Vulto de Xipe -el seu mig germà, la seua esposa Sis Mico i els seus tres fills, a qui ordenar assassinar. En morir Vuit Cérvol, Tilantongo resta sota control del seu fill més gran, Sis Casa.